# 林密铁路
林密铁路是中国黑龙江佳木斯市与鸡西市的一条国有铁路，西起图佳铁路林口站，东至密山市的密山站。全长170.9公里，目前与密东铁路合称林东线。

## 历史
1934年日满当局启动建设“林虎铁路”，西起林口站，东至乌苏里江畔的虎头，全程335.7公里。以密山为界分林密、密虎两段建设。
第一段林口至密山铁路当时设计线路长172.2公里。于1934年1月9日至3月25日由南满铁道株式会社铁道建设局牡丹江铁道建设事务所实施勘测。1934年5月8日由牡丹江铁道建设事务所承包给日本包工商施工，全线分4个工区开始施工，1935年9月31日完成土建工程。土石方总量达230万立方米。1935年4月22日由林口向密山方向铺轨。1935年7月31日底铺轨至鸡西，1935年9月11日铺轨至密山站。1935年12月15日试营业，1936年7月1日正式运营。鸡西生产的煤炭，经林口、牡丹江运出。
1939年4月开始修筑鸡西至密山的复线，至1941年9月，西鸡西站至密山站区段复线建成，1942年3月运营。1945年，拆除鸡西站至密山站的复线，仅剩下鸡西站至西鸡西站4.1公里复线。
1946年9月，林密线恢复通车，牡丹江铁路局在鸡宁县设派出机关—鸡西铁路办事处，协调指挥各站的运输生产。
1959年6月，开工修建林口站至滴道站的66.6公里复线，工程未完，于1961年停工下马。
1964年9月平阳站改为鸡东站。
1980年9月，设立鸡西铁路地区运输生产指挥部。至1985年，鸡西铁路地区运输生产指挥部下属单位有3个二等站（鸡西站、西鸡西站、恒山站）、6个段（机、车、电、工、辆、房）、1个水电工区、4个铁路公安派出所、2所子弟中学、3所子弟小学、1所铁路医院、1个林场。
1985年按照哈尔滨铁路局恢复林密铁路复线建设。1992年竣工通车。

## 技术
林密线有3座桥梁，分别是杨木河、第一穆棱河、第二穆棱河，总长1066米；有杨木隧道1座，长710米。 